# Тиберий Эмилий Мамерцин
Тибе́рий Эми́лий Мамерци́н (лат. Tiberius Aemilius Mamercinus; IV век до н. э.) — римский политический деятель из патрицианского рода Эмилиев, консул 339 года до н. э.
Коллегой Тиберия Эмилия по консульству был плебей Квинт Публилий Филон. Оба консула, согласно Титу Ливию, «управляя государством, думали больше о выгоде своей и своих сторонников, нежели об отечестве».
В это время шла Вторая Латинская война. Тиберий Эмилий принял участие в разгроме латинов на Фенектанской равнине, где командовал его коллега, а затем двинул своё войско на город Пед. На помощь Педу пришли жители Пренесте, Велитр, Тибура и других городов; римляне одерживали верх в боях с ними, но взять город не могли. Узнав, что Квинту Публилию присудили триумф, Тиберий Эмилий бросил армию и отправился в Рим требовать триумф и для себя. Сенат ему отказал, поскольку Пед ещё не был взят, и тогда консул начал настраивать против сената народное собрание, обвиняя сенаторов в злонамеренном выделении плебеям самых плохих земельных участков на территориях, недавно отвоёванных у латинов. Когда Эмилий получил приказ назначить диктатора, он назначил своего коллегу Филона, который провёл ряд выгодных для плебса законов.
Предположительно один из преторов 341 года до н. э., упомянутый у Тита Ливия как Тит Эмилий, — Тиберий Эмилий Мамерцин (историк мог в этом случае ошибиться с преноменом).